# Fleur (prénom)

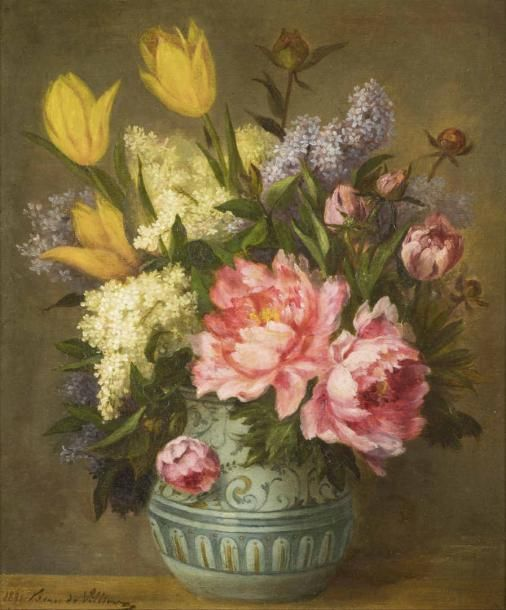
Alice Agathe Poinot de Villiers, Bouquet de pivoines, lilas et tulipes, en référence au prénom.

Fleur est un prénom français, mais  peu courant en France, où on lui préfère les formes plus latines Flore et Flora, ou leur dérivé Florence. Mais le prénom est donné  en anglais et néerlandais.

## Date de fête
Il est fêté le 5 octobre en mémoire de Fleur d'Issendolus ou le 24 novembre, en mémoire de Flore et Marie de Cordoue.
En ce même jour, sont fêtés les autres prénoms floraux, tels Amaryllis, Anémone, April, Bergamote, Capucine, Cerise, Chloé, Clémentine, Daisy, Daphné, Églantine, Flora, Flore, Garance, Hortense, Jasmin, Jasmine, Lila, Marjolaine, Prune, Violaine, Violette, Yasmine et bien d'autres,.

## Personnes
- Sainte Fleur d'Issendolus
- Fleur Adcock, poète néo-zélandaise
- Fleur Agema, femme politique néerlandaise
- Fleur Bennett, actrice anglaise
- Fleur Cowles, auteur américain
- Fleur Maxwell, patineuse luxembourgeoise
- Fleur Mellor, athlète australienne
- Fleur Pellerin, femme politique française
- Fleur de Rhé-Philipe, femme politique britannique
- Fleur Saville (née en 1984), actrice de séries télévisées néozélandaise.

## Fiction
- Fleur Forsyte, dans La Dynastie des Forsyte (The Forsyte Saga), roman de John Galsworthy
- Fleur, ou Flower en V.O., la mouffette ami(e) de Bambi le faon et de Panpan le lapin
- Fleur Delacour, dans les romans de la série Harry Potter

## Voir
- Fleur et Fleur (homonymie)